# محطة فيبس بيند للطاقة النووية

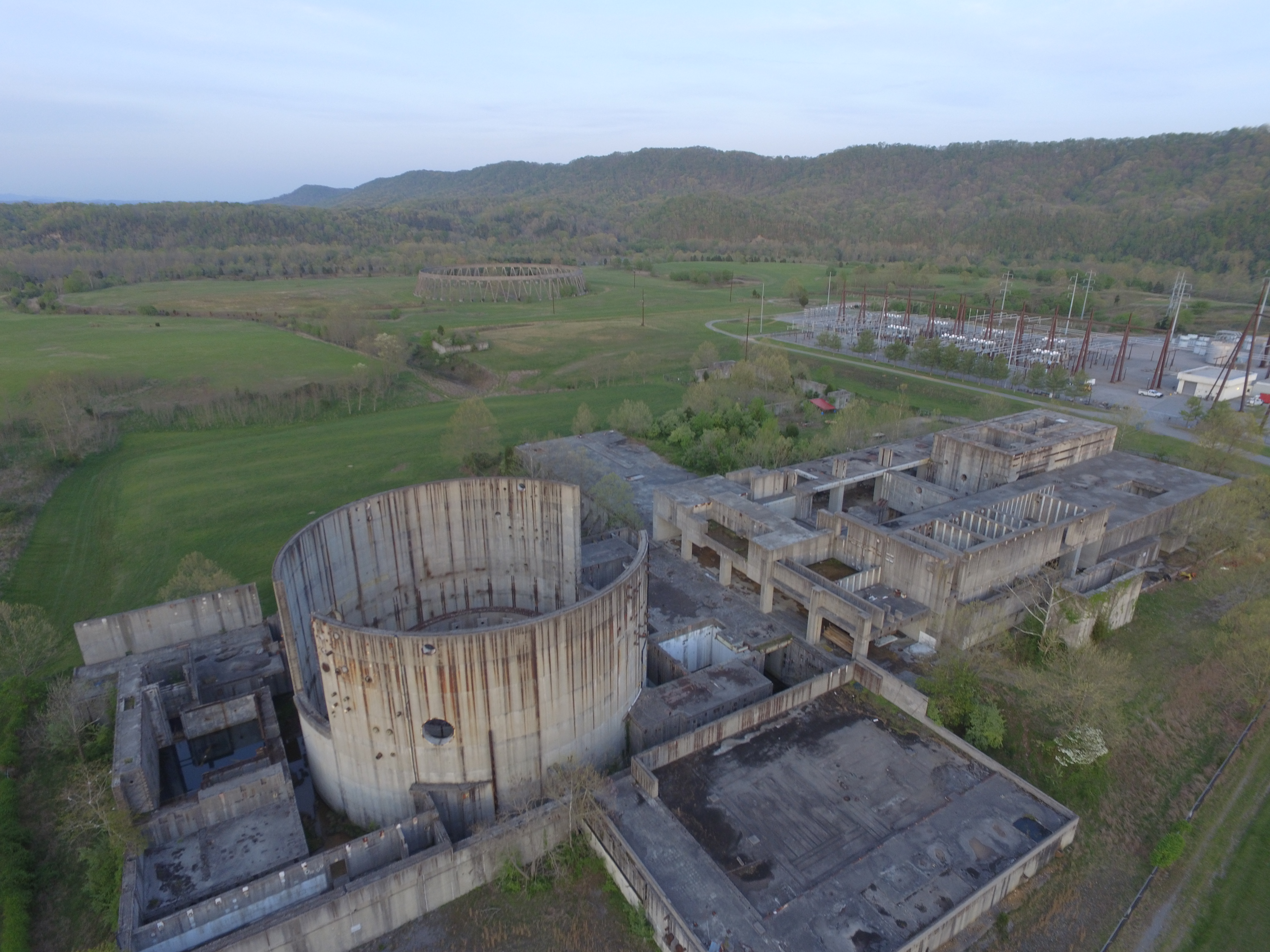
محطة فيبس بيند للطاقة النووية

محطة فيبس بيند للطاقة النووية هي محطة للطاقة النووية ملغاة من سلطة وادي تينيسي. حيث صوت مجلس سلطة وادي تينيسي في 6 أغسطس 1981 لتأجيل بناء محطة الطاقة هذه في سورجوينسفيل ولم يتم استئناف البناء وتم إلغاء المشروع.

## انظرأيضاً
- محطة بيبليس للطاقة النووية
- محطة بالاكوفو للطاقة النووية